# Scombrini
Die Scombrini sind ein aus zwei Gattungen bestehender Tribus der Makrelen und Thunfische (Scombridae). Die zwei Gattungen der Scombrini, Scomber und Rastrelliger, besitzen kleine, konische Zähne und eine große Anzahl von Kiemenrechenstrahlen. Innerhalb der Scombridae sind sie die Gruppe mit den wenigsten Wirbeln (31). Auf dem Schwanzflossenstiel finden sich lediglich zwei Kiele. Der mittlere, den alle höheren Scombriden besitzen, fehlt.

## Innere Systematik
Es gibt zwei Gattungen mit insgesamt sieben Arten:
- Gattung Rastrelliger
  - Rastrelliger brachysoma (Bleeker, 1851)
  - Rastrelliger faughni Matsui, 1967
  - Indische Makrele (Rastrelliger kanagurta (Cuvier, 1816))
- Gattung Scomber
  - Scomber australasicus Cuvier, 1832
  - Thunmakrele (Scomber colias Gmelin, 1789)
  - Japanische Makrele (Scomber japonicus Houttuyn, 1782)
  - Makrele (Scomber scombrus Linnaeus, 1758)